# Discovery Travel & Living
Discovery Travel & Living колишній бренд компанії Discovery Communications. Ця назва використовувалась в Європі, Латинській Америці та Азії. В інших частинах світу відомий під назвою Travel and Living Channel. Включає travel-шоу на відміну від документальних передач на Discovery Science.
Discovery Travel & Living був запущений під назвою Discovery Travel & Adventure Channel. На початку 2005 р. був репозиціонований та переіменований в Discovery Travel & Living як частина лайфстайл-пакету Discovery Communications, включаючи також Discovery Home & Health and Discovery Real Time.
Разом зі стартом в березні 2010 в Норвегії, Discovery Networks запустила бренд TLC на міжнародному ринку. Запуск TLC в основному базувався на каналах Discovery Travel & Living.
Згодом канал припинив мовлення та був замінений на TLC.

## Поточне мовлення
Наступні версії каналу існують на сьогодні:
- Discovery Travel & Living China[1]

## Минуле мовлення
Наступні версії були переіменовані в TLC або припинили мовлення:
- Discovery Travel & Living Asia (став TLC 1 вересня 2010)
- Discovery Travel & Living Australia/New Zealand (став Travel and Living Channel 1 вересня 2010)
- Discovery Travel & Living Europe (переіменовано в локальні версії TLC та інші канали групи Discovery)
- Discovery Travel & Living Taiwan (став TLC 1 вересня 2010)
- Discovery Travel & Living India (став TLC 1 вересня 2010)
- Discovery Travel & Living Latin America (Локальні версії) (став TLC: Travel & Living Channel 1 листопада 2011)
- Discovery Travel & Living Viajar y Vivir іспаномовна версія для США, що припинила мовлення. В листопаді 2007 об'єднано з Discovery Kids en Español та сформовано Discovery Familia.[2]